# Kerasochóri (ort)
Kerasochóri är en ort i Grekland.   Den ligger i prefekturen Thesprotia och regionen Epirus, i den nordvästra delen av landet, 300 km nordväst om huvudstaden Aten. Kerasochóri ligger 387 meter över havet och antalet invånare är 117.
Terrängen runt Kerasochóri är kuperad åt nordväst, men åt sydost är den bergig. Runt Kerasochóri är det glesbefolkat, med 12 invånare per kvadratkilometer. Närmaste större samhälle är Igoumenitsa, 19,8 km söder om Kerasochóri. I omgivningarna runt Kerasochóri växer i huvudsak blandskog.